# カルタミン
カルタミン（carthamin）は、ベニバナから採られる紅色の色素である。染料や食品用着色料として使用される。

## 概要
水に溶けにくい配糖体型色素。二つのカルコンで構成されており、共役結合により紅色を発色する。ベニバナに含まれる色素は大半が水溶性の黄色色素サフロールイエローであり、カルタミンは1%程である。伝統的手法では、ベニバナの花弁を水洗いして黄色色素を抜き、発色を良くするため発酵させて「紅餅」と呼ばれる状態にする。

## 歴史
カルタミンが利用されてきた歴史は古く、紀元前25世紀には古代エジプトでミイラの着衣からベニバナが染料として使用された記録が残っている。以来、ヨーロッパ諸国で絨毯用羊毛の染色や、日本で芸者や歌舞伎役者の化粧用の「紅」として使われてきた。
1859年に合成染料のフクシンが開発されてからは、絹の染色ではこれと競合するようになった。
1929年に黒田チカが構造式を発表したが、1974年になってこの構造は互変異性体であるイソカルタミンであることが山形大学工学部応用化学科の小原平太郎、小野寺準一、佐藤慎吾により確認され、翌1975年に小原らにより新たな構造式が発表された。また，絶対構造は1996年に佐藤慎吾らによりカルタミンの配糖体をメチル基に置き換えたモデル化合物を合成することによりCDスペクトルとX線構造解析を用いて決定された。

## 生合成
カルタミンの生合成はまず、1分子のカルコン（2,4,6,4'-テトラヒドロキシカルコン）と2分子のグルコースからサフロールイエローAが作られ、さらに1分子のグルコースが付加しサフロールイエローBとなる。次に、プレカルタミンが形成され、最後にカルタミンへと変換される。